# AMC Javelin
L'AMC Javelin est un véhicule automobile du constructeur américain American Motors Corporation (AMC).
Deux générations de la Javelin se sont succédé : la première de 1968 à 1970 et la seconde de 1971 à 1974.

## Galerie

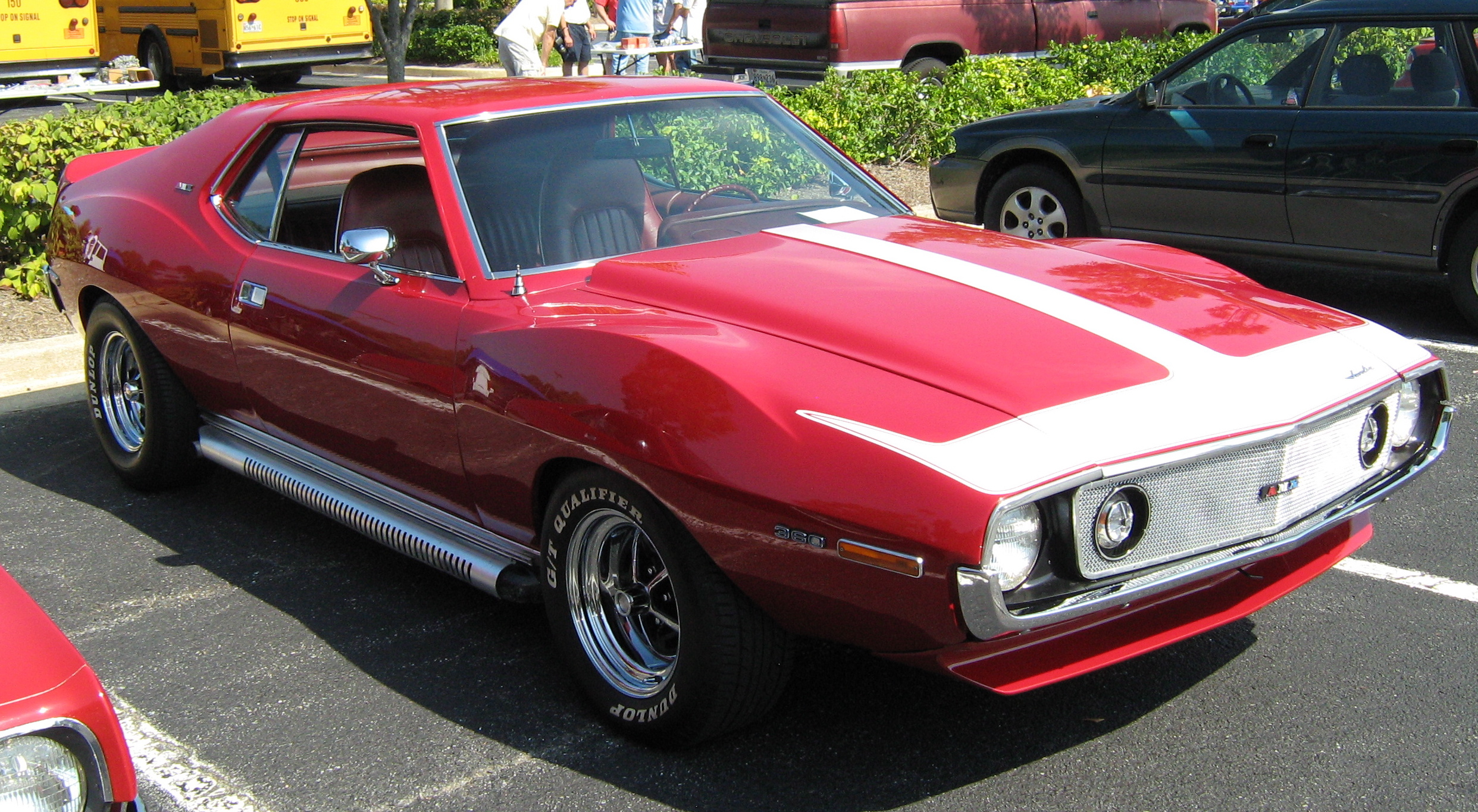
Une AMC Javelin-AMX de 1971.
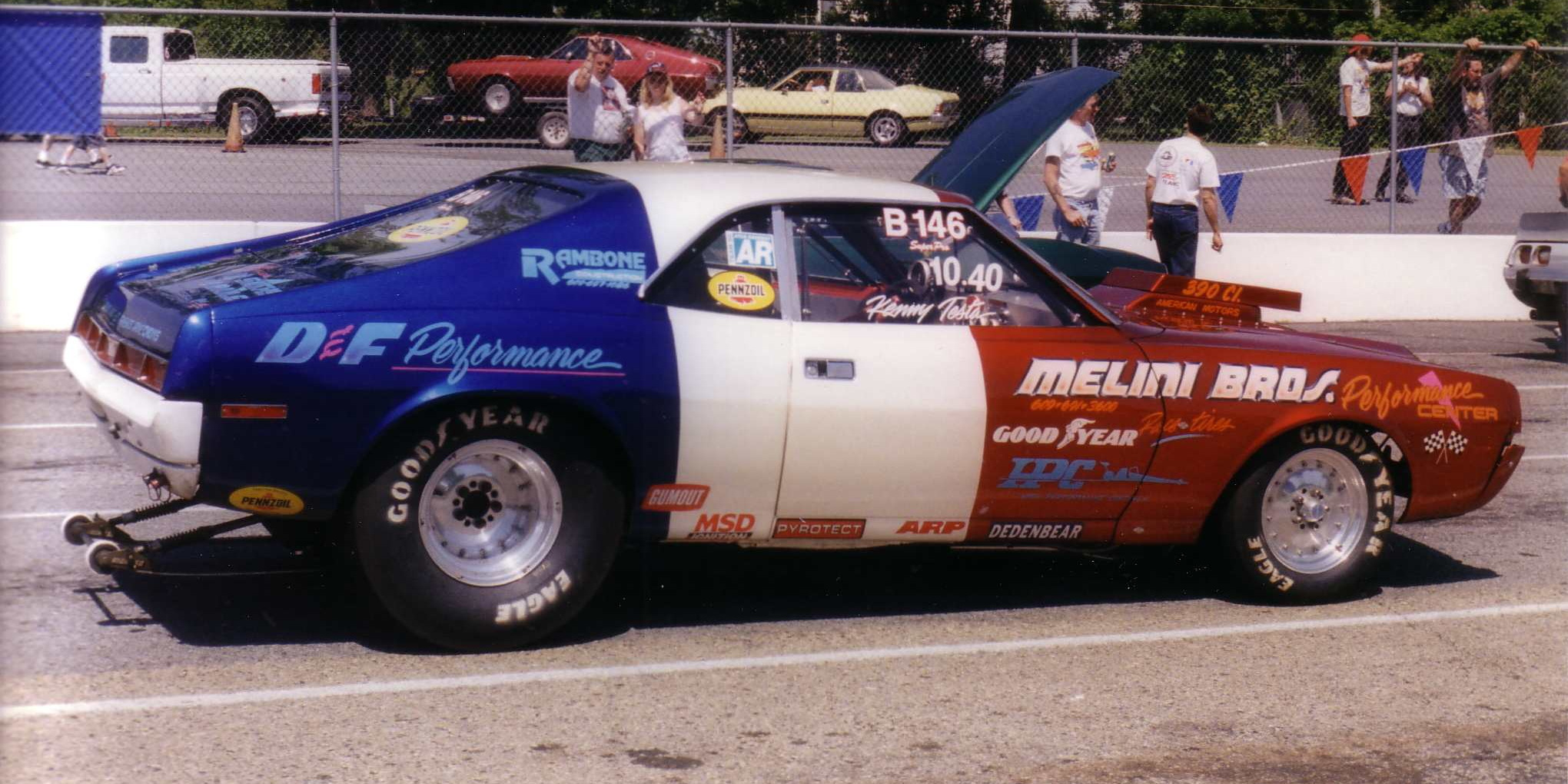
AMC Javelin Dragster de 1970.